# Estadio Thung Thalay Luang
El Estadio Thung Thalay Luang es un estadio de usos múltiples ubicado en la provincia de Sukhothai, en Tailandia. Actualmente el estadio solamente es utilizado para los partidos de fútbol, en el cual hace de local el equipo Sukhothai Football Club. El estadio tiene una capacidad para 8.000 espectadores.